# Filip Vujanović
Filip Vujanović (montenegrinska: Филип Вујановић), född den 1 september 1954 i Belgrad, FR Serbien, Jugoslavien (nuvarande Serbien), är en montenegrinsk politiker och var Montenegros president mellan 2003 och 2018. 
År 1978 tog Vujanović juristexamen i Belgrads universitet.